# カルコゲン化物ガラス
カルコゲン化物ガラス (カルコゲンかぶつガラス、英: Chalcogenide glass, 化学ではch は堅く発音する) は、1つ以上のカルコゲン (硫黄、セレン、テルル、ただし酸素は除く) を含むガラスである。最近まで、カルコゲン化物ガラス (ChG) は主に共有結合した材料であると考えられており、共有結合ネットワーク固体として分類されていた。40の異なる元素族を代表する265を超える異なるChG元素組成に関する最新かつ極めて包括的な大学の研究では、カルコゲン化物ガラスの大部分が、より正確に原子物理学の弱いファンデルワールス力によって主に結合されていると定義されればされるほど、より正確にファンデルワールス・ネットワーク固体として分類されることが現在示されている。これらは、これらのより弱いファンデルワールス力によって独占的に結合されているわけではなく、その特定の化学構造に基づいて、さまざまな割合の共有結合を示す。ポロニウムもカルコゲンだが、放射能が強いため使用されない。カルコゲン化物材料は酸化物とはかなり異なる挙動を示し、特にその低いバンドギャップは非常に異なる光学的および電気的特性に寄与する。
古典的なカルコゲン化物ガラス (主にAs-SやGe-Sなどの硫黄ベースのもの) は強力なガラス形成剤であり、大きな濃度領域内にガラスを形成する。ガラス形成能力は、構成元素のモル質量が増加すると低下する; つまり、S > Se > Teである。
AgInSbTeやGeSbTeなどのカルコゲン化物化合物は、書き換え可能な光ディスクや相変化メモリデバイスに使用されている。これらは壊れやすいガラス形成物質で: 加熱とアニーリング (冷却) を制御することで、アモルファス (ガラス質) 状態と結晶状態の間で切り替えることができ、それによって光学的および電気的特性が変化し、情報の保存が可能になる。

## 化学
最も安定な二元カルコゲン化物ガラスは、カルコゲンと第14族または第15族元素の化合物であり、幅広い原子比で形成できる。また三元ガラスも知られている。
すべてのカルコゲン化物組成物がガラス状で存在するわけではない、ただしガラスを形成するためにこれらの非ガラス形成組成物を合金化できる材料を見つけることは可能である。この例としては、硫化ガリウムベースのガラスが挙げられる。硫化ガリウム(III)自体は、既知のガラス形成剤ではない。ただし、硫化ナトリウムまたは硫化ランタンを使用すると、硫化ガリウムランタン (GLS) というガラスが形成される。

## 用途

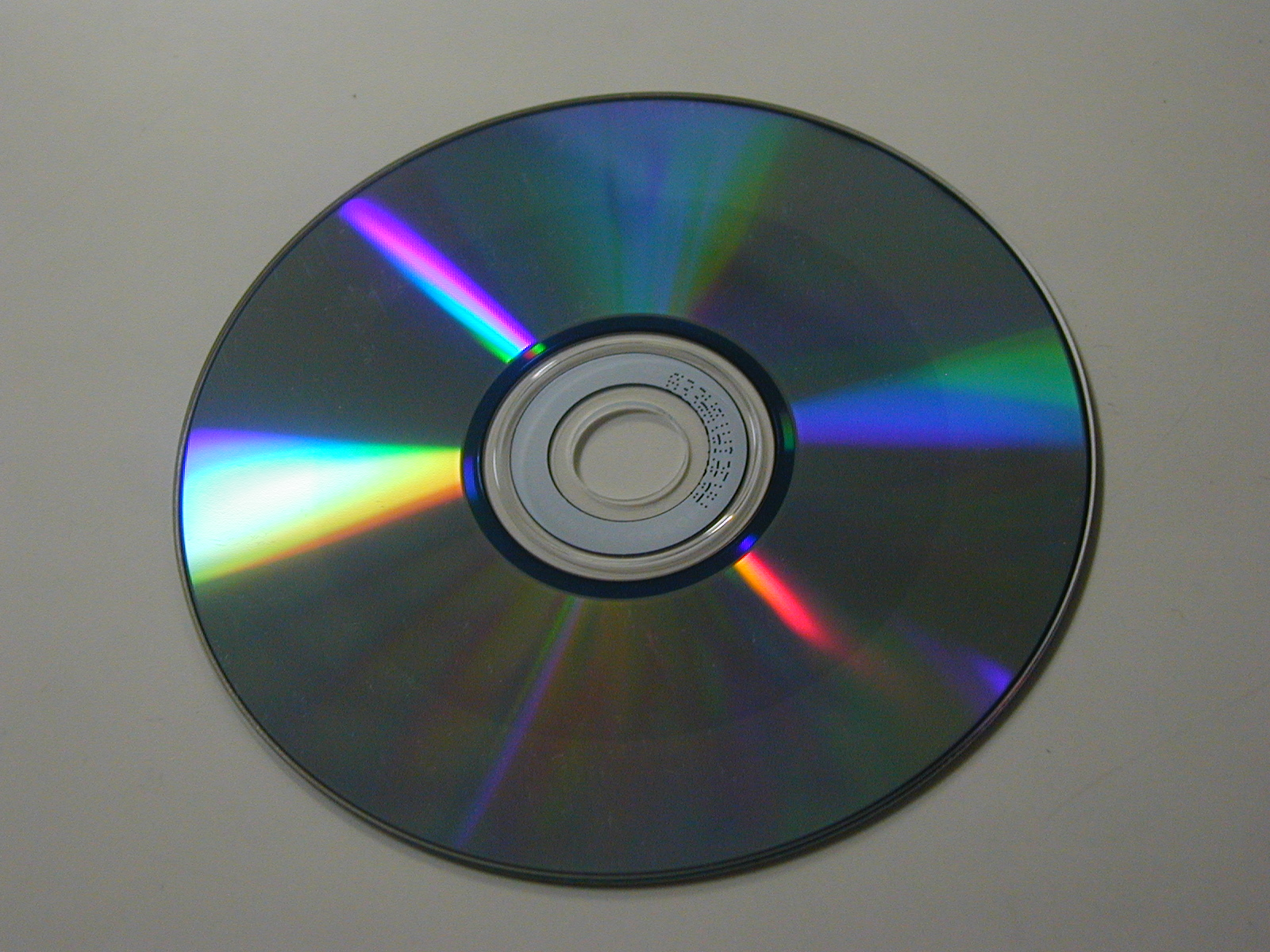
CD-RW（CD）。アモルファス カルコゲナイド材料は、再書き込み可能なCDおよびDVD/ソリッド=ステート・メモリ技術の基礎を形成する。

主な利点は、これらの材料が広範囲の赤外線電磁スペクトルを透過できることであり、用途としては赤外線検出器、レンズなどの成形可能な赤外線光学系、  赤外線光ファイバーが挙げられる。
カルコゲン化物ガラスの物理的特性 (高屈折率、低フォノンエネルギー、高非線形性) は、特に希土類元素イオンがドープされている場合、レーザー、平面光学素子、フォトニック集積回路、その他の能動デバイスへの組み込みにも理想的である。一部のカルコゲン化物ガラスは、光子誘起屈折や電子誘起誘電率変化など、いくつかの非線形光学効果を示す。
一部のカルコゲン化物材料は熱によってアモルファスから結晶への相変化が起こる。これは、カルコゲン化物の薄膜上にバイナリ情報をエンコードするのに役立ち、書き換え可能な光ディスクやPRAMなどの不揮発性メモリデバイスの基礎を形成する。このような相変化材料の例は、GeSbTeおよびAgInSbTeである。光ディスクでは、相変化層は通常、ZnS-SiO2の誘電体層の間に挟まれており、場合によっては結晶化促進膜の層が挟まれている。あまり一般的ではない他のこのような材料には、InSe、SbSe、SbTe、InSbSe、InSbTe、GeSbSe、GeSbTeSe、およびAgInSbSeTeがある。
Intelは、カルコゲン化物ベースの3D XPointメモリ技術がフラッシュメモリの1000倍のスループットと書き込み耐久性を実現していると主張している。
カルコゲン化物半導体の電気スイッチングは1960年代に出現し、アモルファス・カルコゲン化物Te48As30Si12Ge10が閾値電圧を超えると電気抵抗が急激に可逆的に変化することが発見された。非結晶材料に電流を流し続けると、加熱されて結晶形態に変化する。これはそこに情報が書き込まれていることに相当する。結晶領域は、短時間の強力な熱パルスにさらされると溶ける場合がある。続いて急速に冷却すると、溶融した領域がガラス転移を経て元に戻される。逆に、強度が低く持続時間が長い熱パルスでは、アモルファス領域が結晶化する。電気的手段によってカルコゲン化物のガラス – 結晶(間)変態を誘発する試みは、相変化ランダム=アクセス・メモリ (PC-RAM) の基礎を形成する。この技術は、ECDオボニクスによってほぼ商用利用されるまで開発された。書き込み操作の場合、電流によって熱パルスが供給される。読み取りプロセスは、ガラス状態と結晶状態の間の電気抵抗の比較的大きな差を利用して、サブ=閾値電圧で実行される。このような相変化材料の例としては、GeSbTeやAgInSbTeがある。
メモリ用途に加えて、アモルファス相と結晶相の間の機械的特性のコントラストは、共振ナノ電気機械システムにおける周波数調整の新たな概念である。

## 研究
カルコゲン化物ガラスの半導体特性は、1955年にソ連のヨッフェ物理学技術研究所の「B.T. Kolomiets」と「N.A. Gorunova」によって明らかにされた。
光ディスクとPC-RAMの両方に関連する電子構造の遷移は大きく取り上げられていたが、アモルファス・カルコゲン化物が大きなイオン伝導率を持つ可能性があるにもかかわらず、イオンによる寄与は考慮されていなかった。Euromat 2005では、イオン輸送が固体カルコゲン化物電解質でのデータ保存にも有用であることが示された。ナノスケールでは、この電解質はセレン化ゲルマニウム (Ge2Se3) のアモルファス半導体マトリックス中に分散されたセレン化銀 (Ag2Se) の結晶金属島から成る。
カルコゲン化物ガラスのエレクトロニクス分野への応用は、20世紀後半以降を通じて活発な研究テーマとなってきた。たとえば、電解質の場合には溶解したイオンの移動が必要だが、相変化デバイスの性能が制限される可能性がある。電子とイオンの両方の拡散はエレクトロマイグレーションに関与しており、現代の集積回路で使用されている導電体の劣化メカニズムとして広く研究されている。したがって、原子、イオン、電子の集合的な役割を評価するカルコゲン化物研究への統一的なアプローチは、デバイスの性能と信頼性の両方にとって不可欠であることが判明する可能性がある。

## リファレンス
1. ↑  Loretz, Richard A; Loretz, Thomas J; Richardson, Kathleen A (2022). “Predictive method to assess chalcogenide glass properties: bonding, density and the impact on glass properties”. Optical Materials Express (Optica Publishing Group) 12 (5):  2012-2027. doi:10.1364/OME.455523.
2. ↑  Flemings, M.C.; Ilschner, B.; Kramer, E.J.; Mahajan, S.; Jurgen Buschow, K.H.; Cahn, R.W. (2001). Encyclopedia of Materials: Science and Technology. Elsevier
3. 1 2  Greer, A. Lindsay; Mathur, N (2005). “Materials science: Changing face of the chameleon”. Nature 437 (7063):  1246–7. Bibcode: 2005Natur.437.1246G. doi:10.1038/4371246a. PMID 16251941.
4. ↑  Tanaka, K.; Shimakawa, K. (2009). “Chalcogenide glasses in Japan: A review on photoinduced phenomena”. Phys. Status Solidi B 246 (8):  1744–57. Bibcode: 2009PSSBR.246.1744T. doi:10.1002/pssb.200982002.
5. ↑  San-Román-Alerigi, Damián P.; Anjum, Dalaver H.; Zhang, Yaping; Yang, Xiaoming; Benslimane, Ahmed; Ng, Tien K.; Alsunaidi, Mohammad; Ooi, Boon S. (2013). “Electron irradiation induced reduction of the permittivity in chalcogenide glass (As[sub 2]S[sub 3]) thin film”. J. Appl. Phys. 113:  044116. arXiv:1208.4542. doi:10.1063/1.4789602.
6. ↑  US 6511788, "Multi-layered optical disc", issued 2003-01-28
7. ↑  Ali, Utku Emre; Modi, Gaurav; Agarwal, Ritesh; Bhaskaran, Harish (2022-03-18). “Real-time nanomechanical property modulation as a framework for tunable NEMS” (英語). Nature Communications 13 (1):  1464. Bibcode: 2022NatCo..13.1464A. doi:10.1038/s41467-022-29117-7. ISSN 2041-1723. PMC 8933423. PMID 35304454.
8. ↑  Kolomiets, B. T. (1964). “Vitreous Semiconductors (I)”. Physica Status Solidi B 7 (2):  359–372. Bibcode: 1964PSSBR...7..359K. doi:10.1002/pssb.19640070202.
9. ↑  Kolomiets, B. T. (1964). “Vitreous Semiconductors (II)”. Physica Status Solidi B 7 (3):  713–731. Bibcode: 1964PSSBR...7..713K. doi:10.1002/pssb.19640070302.
10. ↑  Ovshinsky, S.R. (1968). “Reversible Electrical Switching Phenomena in Disordered Structures”. Phys. Rev. Lett. 21 (20):  1450–3. Bibcode: 1968PhRvL..21.1450O. doi:10.1103/PhysRevLett.21.1450.
11. ↑  Adler, D.; Shur, M.S.; Silver, M.; Ovshinsky, S.R. (1980). “Threshold switching in chalcogenide‐glass thin films”. Journal of Applied Physics 51 (6):  3289–3309. Bibcode: 1980JAP....51.3289A. doi:10.1063/1.328036.
Vezzoli, G.C.; Walsh, P.J.; Doremus, L.W. (1975). “Threshold switching and the on-state in non-crystalline chalcogenide semiconductors: An interpretation of threshold-switching research”. Journal of Non-Crystalline Solids 18 (3):  333–373. Bibcode: 1975JNCS...18..333V. doi:10.1016/0022-3093(75)90138-6.